# Rachid Bouchareb
Pour les articles homonymes, voir Bouchareb.
Rachid Bouchareb (en arabe : رشيد بوشارب), né le 1er septembre 1959 à Paris, est un réalisateur et producteur franco-algérien.

## Biographie
D'origine algérienne, né à Paris, il commence sa carrière comme assistant de mise en scène à la télévision, de 1977 à 1984. Durant cette période, il réalise quelques courts métrages. Rachid Bouchareb réalise son premier long métrage en 1984. En 1989, il entame une carrière de producteur de cinéma en s'associant à Jean Bréhat et Jean Bigot pour créer la société de production 3B Productions. Ainsi il produira plusieurs films, notamment La Vie de Jésus (1997), L'Humanité (2000), Flandres (2006), des films de Bruno Dumont qui sont récompensés au Festival de Cannes.
Rachid Bouchareb réalise ensuite plusieurs longs-métrages. Il est à plusieurs reprises récompensé pour ses films. En 1991, Cheb est primé au Festival de Cannes, et présenté en compétition pour l'Oscar du meilleur film étranger. En 1995, Poussières de vie est nommé pour l'Oscar du meilleur film étranger. En 2001, Little Senegal est présenté en sélection officielle en compétition à la Berlinale et reçoit le prix du meilleur long métrage au 11e Festival du cinéma africain de Milan. Cependant, le plus grand succès fut celui d'Indigènes en 2006, qui est en lice pour la Palme d'or et reçoit le prix d'interprétation masculine pour l'ensemble de ses acteurs au Festival de Cannes 2006.
En 2006, Rachid Bouchareb reçoit le prix Henri-Jeanson, décerné par la SACD, pour l’ensemble de son œuvre. En février 2009, son film London River reçoit une distinction à la Berlinale. L'acteur Sotigui Kouyaté y reçoit l'Ours d'argent du meilleur acteur.
Rachid Bouchareb est aussi scénariste et écrit notamment les scénarios de tous ses longs métrages. Celui d'Indigènes lui vaut d'ailleurs un César.
En avril 2007, il est nommé chevalier de la Légion d'honneur. Il est également membre du conseil d'administration de la Fémis.
En 2010, son film Hors-La-Loi est sélectionné dans la compétition officielle du festival de Cannes.
En 2011, il commence le tournage du premier volet de sa trilogie américaine : Just Like a Woman, un road movie avec Sienna Miller et Golshifteh Farahani en 2012 suivi d'un deuxième, La Voie de l'ennemi (2014). Le troisième volet, Le Flic de Belleville, est un buddy movie avec Omar Sy et Luis Guzmán, prévu pour 2018.
En 2014, il réalise avec l'historien Pascal Blanchard une série télévisée historique, Frères d'armes, présentant en 50 courtes biographies des hommes et femmes du monde entier (et en particulier de l’ancien empire colonial français) ayant combattu au service de la France.
En 2016, sur un scénario co-écrit par Yasmina Khadra, il met en scène le téléfilm La Route d'Istanbul, avec l'actrice Astrid Whettnall.

## Filmographie sélective

### Réalisateur

#### Longs métrages
- 1985 : Bâton Rouge
- 1991 : Cheb
- 1994 : Poussières de vie
- 2001 : Little Senegal
- 2006 : Indigènes
- 2009 : London River
- 2010 : Hors-la-loi
- 2014 : La Voie de l'ennemi (Two Men In Town)
- 2018 : Le Flic de Belleville
- 2022 : Nos frangins

#### Courts métrages
- 1982 : Peut-être la mer
- 2005 : L'Ami y'a bon
- 2007 : Djebel
- 2009 : Houme - Vivre Ensemble

#### Téléfilms
- 1992 : Déposez armes
- 1992 : Des années déchirées
- 1997 : L'Honneur de ma famille
- 2012 : Just Like a Woman[7]
- 2016 : La Route d'Istanbul

#### Séries télévisées
- 2014-2015 : Frères d'armes

### Production
- 1997 : La Vie de Jésus de Bruno Dumont
- 2000 : L'Humanité de Bruno Dumont
- 2006 : Flandres de Bruno Dumont
- 2011 : Omar m'a tuer de Roschdy Zem
- 2013 : Camille Claudel 1915 de Bruno Dumont
- 2016 : Chouf de Karim Dridi
- 2021 : France de Bruno Dumont

## Distinctions
- 2006 : prix Henri-Jeanson de la SACD
- Oscars 1996: nomination à l'Oscar du meilleur film en langue étrangère pour Poussières de vie
- Oscars 2007 : nomination à l'Oscar du meilleur film en langue étrangère pour Indigènes
- César 2007:  César du meilleur scénario original pour Indigènes
- Oscars 2011: nomination à l'Oscar du meilleur film en langue étrangère pour Hors-la-loi
- César 2012 : nomination au César de la meilleure adaptation pour Omar m'a tuer

## Décorations
- Chevalier de la Légion d'honneur en 2007